# Космос-2399
Космос-2399 је један од преко 2400 совјетских вјештачких сателита лансираних у оквиру програма Космос.
Космос-2399 је лансиран са космодрома Тјуратам, Бајконур, Казахстан, 12. августа 2003. Ракета-носач Сојуз је поставила сателит у орбиту око планете Земље. 